# Header
Header, in informatica e nella commutazione di pacchetto, indica quella parte di un pacchetto, o più in generale della PDU, che contiene informazioni di controllo necessarie al funzionamento della rete, cioè le informazioni di protocollo (PCI) aggiunte di strato in strato, in opposizione al carico pagante (SDU), ovvero ai dati utili che vengono trasportati tra gli utilizzatori della rete.

## Descrizione
L'header viene normalmente posizionato all'inizio del pacchetto; se viene posizionato alla fine, l'header è detto trailer (coda). La lunghezza in bit dell'header è sempre fissa, a differenza del payload (dati) del pacchetto, che in base al livello protocollare può invece variare.  In trasmissione ciascuno strato aggiunge il suo header al payload iniziale; in ricezione ciascuno strato protocollare, in maniera inversa, estrae ed analizza il rispettivo header compiendo le funzionalità di elaborazione o controllo sul pacchetto trasmesso e ricevuto. Tipicamente l'header del pacchetto di ciascun protocollo degli strati architetturali è composto da uno o più campi dati, ciascuno con un preciso significato o funzionalità.
In un certo senso si può dire dunque che è proprio l'informazione aggiuntiva di overhead (carico) dovuto all'header o PCI dei pacchetti l'essenza stessa delle reti telematiche in termini di architettura: ad esse sono infatti associate tutte le funzioni/operazioni di elaborazione e controllo in ricezione per ottenere una comunicazione efficiente ed affidabile tra due processi di rete.